# Dede Gardner
Dorcas Wright "Dede" Gardner (Chicago (Illinois). 16 de octubre de 1967) es una productora de cine estadounidense. Fue presidenta fundadora de Plan B Entertainment y actualmente es CoPresidenta con Jeremy Kleiner desde 2013. Ha ganado dos Premios Óscar por haber sido la productora de 12 años de esclavitud (2013) y Moonlight (2016), convirtiéndose en la primeramujer en conseguir dos Óscars a la mejor película. 

## Biografía
Gardner es hija de Dorothy y John Gardner. Su padre era socio del banco de inversión William Blair & Company y su madre era presidenta del Michael Reese Health Trust. Se graduó cum laude en la Universidad de Columbia en 1990. Entre sus compañeros de clases se incluían grandes guionistas de televisión como Jeff Rake y Gina Fattore.

## Filmografía
Cine
| Año  | Título en España                                       | Título original                                            | Ref.                 |
| ---- | ------------------------------------------------------ | ---------------------------------------------------------- | -------------------- |
| 2006 | Recortes de mi vida                                    | Running with Scissors                                      |                      |
| 2007 | El año del perro                                       | Year of the Dog                                            |                      |
| 2007 | Un corazón invencible                                  | A Mighty Heart                                             |                      |
| 2007 | El asesinato de Jesse James por el cobarde Robert Ford | The Assassination of Jesse James by the Coward Robert Ford |                      |
| 2009 | La vida privada de Pippa Lee                           | The Private Lives of Pippa Lee                             |                      |
| 2009 | Más allá del tiempo                                    | The Time Traveler's Wife                                   |                      |
| 2010 | Come Reza Ama                                          | Eat Pray Love                                              |                      |
| 2011 | El árbol de la vida                                    | The Tree of Life                                           |                      |
| 2012 | Mátalos suavemente                                     | Killing Them Softly                                        |                      |
| 2013 | Guerra mundial Z                                       | World War Z                                                |                      |
| 2013 | 12 años de esclavitud                                  | 12 Years a Slave                                           |                      |
| 2014 | Nightingale                                            | Nightingale                                                | Productora ejecutiva |
| 2014 | Selma                                                  |                                                            |                      |
| 2015 | Una historia real                                      | True Story                                                 |                      |
| 2015 | La gran apuesta                                        | The Big Short                                              |                      |
| 2016 | Moonlight                                              | Moonlight                                                  |                      |
| 2016 | Z, la ciudad perdida                                   | The Lost City of Z                                         |                      |
| 2017 | Okja                                                   | Okja                                                       |                      |
| 2017 | Máquina de guerra                                      | War Machine                                                |                      |
| 2017 | Qué fue de Brad                                        | Brad's Status                                              |                      |
| 2018 | Beautiful Boy: Siempre serás mi hijo                   | Beautiful Boy                                              |                      |
| 2018 | El blues de Beale Street                               | If Beale Street Could Talk                                 |                      |
| 2018 | El vicio del poder                                     | Vice                                                       |                      |
| 2019 | El último hombre negro en San Francisco                | The Last Black Man in San Francisco                        |                      |
| 2019 | Ad Astra                                               |                                                            |                      |
| 2019 | The King                                               |                                                            |                      |
| 2020 | Cómo sobrevivir en un mundo material                   | Kajillionaire                                              |                      |
| 2020 | Minari                                                 |                                                            |                      |
| 2020 | Un plan irresistible                                   | Irresistible                                               |                      |
| 2022 | El padre de la novia                                   | Father of the Bride                                        |                      |
| 2022 | Ellas hablan                                           | Women Talking                                              |                      |
| 2022 | Blonde                                                 |                                                            |                      |
| 2022 | Al descubierto                                         | She Said                                                   |                      |
| 2023 | Paisaje con mano invisible                             | Landscape with Invisible Hand                              |                      |
| 2024 | Bob Marley: One Love                                   | Bob Marley: One Love                                       |                      |
| 2024 | Beetlejuice Beetlejuice                                |                                                            |                      |
| 2024 | Apocalypse in the Tropics                              | Apocalypse in the Tropics                                  | Productora ejecutiva |
| 2024 | Wolfs                                                  |                                                            |                      |
| 2024 | Los chicos de la Nickel                                | Nickel Boys                                                |                      |
| 2025 | Mickey 17                                              | Mickey 17                                                  |                      |
| 2025 | Olmo                                                   |                                                            |                      |
| 2025 | F1                                                     |                                                            |                      |
| —    | The Tiger                                              |                                                            |                      |
| —    | Wizards!                                               |                                                            |                      |
| —    | Wrong Answer                                           |                                                            |                      |

Televisión
| Año     | Título                       | Crédito              | Notas              | Ref. |
| ------- | ---------------------------- | -------------------- | ------------------ | ---- |
| 2008    | Pretty/Handsome              | Productora ejecutiva | Piloto             |      |
| 2014    | Deadbeat                     |                      |                    |      |
| 2014    | The Normal Heart             | Productora ejecutiva | Telefilm           |      |
| 2014    | POV                          | Productora ejecutiva | Documental         |      |
| 2014    | Resurrection                 | Productora ejecutiva |                    |      |
| 2016    | Mamma Dallas                 | Productora ejecutiva | Piloto             |      |
| 2017    | Feud                         | Productora ejecutiva |                    |      |
| 2017    | Monsters of God              | Productora ejecutiva | Piloto             |      |
| 2016−19 | The OA                       | Productora ejecutiva |                    |      |
| 2018−19 | Sweetbitter                  | Productora ejecutiva |                    |      |
| 2020    | The Third Day: Autumn        | Productora ejecutiva | Television special |      |
| 2020    | El tercer día                | Productora ejecutiva |                    |      |
| 2021    | El ferrocarril subterráneo   | Productora ejecutiva |                    |      |
| 2020−21 | Lego Masters                 | Productora ejecutiva |                    |      |
| 2022    | Outer Range                  | Productora ejecutiva |                    |      |
| 2022    | Paper Girls                  | Productora ejecutiva |                    |      |
| 2022    | High School                  | Productora ejecutiva |                    |      |
| 2024    | El problema de los 3 cuerpos | Productora ejecutiva |                    |      |
| 2025    | Adolescencia                 | Productora ejecutiva |                    |      |
| —       | Wytches                      |                      |                    |      |

## Premios y nominaciones
Premios Óscar
| Año  | Categoría      | Película              | Resultado |
| ---- | -------------- | --------------------- | --------- |
| 2012 | Mejor película | El árbol de la vida   | Nominada  |
| 2014 | Mejor película | 12 años de esclavitud | Ganadora  |
| 2015 | Mejor película | Selma                 | Nominada  |
| 2016 | Mejor película | La gran apuesta       | Nominada  |
| 2017 | Mejor película | Moonlight             | Ganadora  |
| 2019 | Mejor película | El vicio del poder    | Nominada  |
| 2023 | Mejor película | Ellas hablan          | Nominada  |
| 2025 | Mejor película | Nickel Boys           | Nominada  |

Premios AACTA
| Año  | Categoría      | Película              | Resultado |
| ---- | -------------- | --------------------- | --------- |
| 2011 | Mejor película | El árbol de la vida   | Nominado  |
| 2013 | Mejor película | 12 años de esclavitud | Nominado  |
| 2015 | Mejor película | La gran apuesta       | Nominado  |

American Film Institute
| Año  | Categoría    | Película              | Resultado |
| ---- | ------------ | --------------------- | --------- |
| 2011 | Top 10 Films | El árbol de la vida   | Ganador   |
| 2013 | Top 10 Films | 12 años de esclavitud | Ganador   |
| 2014 | Top 10 Films | Selma                 | Ganador   |
| 2015 | Top 10 Films | La gran apuesta       | Ganador   |
| 2016 | Top 10 Films | Moonlight             | Ganador   |

Alianza de Mujeres Periodistas de Cine
| Año  | Categoría      | Película              | Resultado |
| ---- | -------------- | --------------------- | --------- |
| 2013 | Mejor película | 12 años de esclavitud | Ganador   |
| 2014 | Mejor película | Selma                 | Nominado  |

Festival Estadounidense de Cine Negro
| Año  | Categoría      | Película              | Resultado |
| ---- | -------------- | --------------------- | --------- |
| 2013 | Mejor película | 12 años de esclavitud | Nominado  |

Awards Circuit Community Awards
| Año  | Categoría      | Película                                                   | Resultado |
| ---- | -------------- | ---------------------------------------------------------- | --------- |
| 2007 | Mejor película | The Assassination of Jesse James by the Coward Robert Ford | Nominado  |
| 2011 | Mejor película | El árbol de la vida                                        | Nominado  |
| 2013 | Mejor película | 12 años de esclavitud                                      | Nominado  |
| 2014 | Mejor película | Selma                                                      | Nominado  |

Premios Black Reel
| Año  | Categoría      | Película              | Resultado |
| ---- | -------------- | --------------------- | --------- |
| 2013 | Mejor película | 12 años de esclavitud | Ganador   |
| 2014 | Mejor película | Selma                 | Ganador   |
| 2016 | Mejor película | Moonlight             | Ganador   |

Premios BAFTA
| Año  | Categoría      | Película              | Resultado |
| ---- | -------------- | --------------------- | --------- |
| 2013 | Mejor película | 12 años de esclavitud | Ganador   |
| 2015 | Mejor película | La gran apuesta       | Nominado  |
| 2016 | Mejor película | Moonlight             | Nominado  |

Premios CinEuphoria
| Año  | Categoría                    | Película              | Resultado |
| ---- | ---------------------------- | --------------------- | --------- |
| 2013 | Mejor película internacional | 12 años de esclavitud | Nominado  |

Premios Golden Raspberry
| Año  | Categoría     | Película | Resultado |
| ---- | ------------- | -------- | --------- |
| 2023 | Peor película | Blonde   | Ganador   |

Premios Gotham
| Año  | Categoría      | Película              | Resultado |
| ---- | -------------- | --------------------- | --------- |
| 2011 | Mejor película | El árbol de la vida   | Ganador   |
| 2013 | Mejor película | 12 años de esclavitud | Nominado  |
| 2013 | Audience Award | 12 años de esclavitud | Nominado  |

Premios Independent Spirit
| Año  | Categoría      | Película              | Resultado |
| ---- | -------------- | --------------------- | --------- |
| 2007 | Mejor película | Un corazón invencible | Nominado  |
| 2013 | Mejor película | 12 años de esclavitud | Ganador   |
| 2014 | Mejor película | Selma                 | Nominado  |

Italian Online Movie Awards
| Año  | Categoría      | Película              | Resultado |
| ---- | -------------- | --------------------- | --------- |
| 2013 | Mejor película | 12 años de esclavitud | Nominado  |

Online Film & Television Association Awards
| Año  | Categoría      | Película                                                   | Resultado |
| ---- | -------------- | ---------------------------------------------------------- | --------- |
| 2007 | Mejor película | The Assassination of Jesse James by the Coward Robert Ford | Nominado  |
| 2013 | Mejor película | 12 años de esclavitud                                      | Ganador   |
| 2014 | Mejor película | Selma                                                      | Nominado  |
| 2015 | Mejor película | La gran apuesta                                            | Nominado  |

Premios Emmy
| Año  | Categoría               | Trabajo          | Resultado |
| ---- | ----------------------- | ---------------- | --------- |
| 2014 | Emmy al mejor telefilme | The Normal Heart | Ganador   |
| 2015 | Emmy al mejor telefilme | Nightingale      | Nominado  |

Gremio de Productores de América
| Año  | Categoría                      | Película              | Resultado |
| ---- | ------------------------------ | --------------------- | --------- |
| 2013 | Mejor película                 | 12 años de esclavitud | Ganador   |
| 2014 | Mejor producción de televisión | The Normal Heart      | Nominado  |
| 2014 | Premio Stanley Kramer          | The Normal Heart      | Ganador   |
| 2014 | Premio Visionary               | Premio Visionary      | Ganador   |
| 2015 | Mejor película                 | La gran apuesta       | Ganador   |
| 2016 | Mejor película                 | Moonlight             | Nominado  |
| 2018 | Mejor película                 | El vicio del poder    | Nominado  |